# Лабиринт страстей
«Лабиринт страстей» (исп. Laberinto de pasiones) — второй полнометражный фильм Педро Альмодовара.
Эксцентричная комедия о поп-звезде, страдающей нимфоманией, которая влюбляется в восточного принца-гея.

## В ролях
- Сесилия Рот — Сексилия
- Иманоль Ариас — Риса Ниро
- Хельга Лине — Торайя
- Марта Фернандес Муро — Кэти
- Фернандо Виванко — доктор Пенья
- Офелия Анхелика — Сусана
- Антонио Бандерас — Садек
- Чус Лампреаве

## Выход на DVD
«Лабиринт страстей» был выпущен на DVD для 2 кодового региона на испанском языке с английскими субтитрами.